# Access Bank (Kenya)
L'Access Bank Kenya (ABK), dont le nom complet est Access Bank Kenya Plc, est une banque commerciale au Kenya. Il est agréé et réglementé par la Banque centrale de Kenya, le régulateur bancaire national.
Access Bank (Kenya) est une banque commerciale de taille moyenne au Kenya, la plus grande économie d'Afrique de l'Est. En décembre 2015, ses actifs étaient évalués à environ 105,84 millions USD, avec des capitaux propres d'environ 20,43 millions USD.

## Réseau de succursales
La banque disposait de 17 succursales en réseau au Kenya, en décembre 2013.